# UN-Sonderberichterstatter zur Sklaverei
Die Stelle des Sonderberichterstatters zu Sklaverei, einschließlich ihrer Ursachen und Folgen (englisch Special Rapporteur on contemporary forms of slavery) wurde geschaffen, um die Sklaverei in allen ihren Formen effektiv zu beseitigen. Dazu müssen die Ursachen der Sklaverei wie Armut, soziale Ausgrenzung und alle Formen der Diskriminierung angegangen werden. Darüber hinaus müssen zur Verhinderung der Sklaverei die Rechte der besonders Schwachen gefördert und geschützt werden.

## Das UN-Mandat
Der UN-Menschenrechtsrat schuf diese Stelle am 28. September 2007 mittels einer Resolution, in welcher auch der Auftrag definiert wurde. Dieses UN-Mandat ist auf drei Jahre befristet und wird regelmäßig verlängert. Die letzte Verlängerung des Mandates erfolgte am 5. Oktober 2016.
Der Sonderberichterstatter ist kein Mitarbeiter der Vereinten Nationen, sondern wird von der UN mit einem Mandat beauftragt und dazu erließ der UN-Menschenrechtsrat einen Verhaltenskodex. Der unabhängige Status des Mandatsträgers ist für die unparteiische Wahrnehmung seiner Aufgaben entscheidend. Die Amtszeit eines Mandats ist auf maximal sechs Jahre begrenzt.
Er erstellt thematische Studien und erarbeitet Leitlinien zur Verbesserung der Menschenrechte. Der Sonderbeauftragte macht auf Einladung von Staaten Länderbesuche und kann in beratender Funktion Empfehlungen abgeben. Er prüft Mitteilungen und unterbreitet den Staaten Vorschläge, wie sie allfällige Missstände beheben können. Er macht auch Anschlussverfahren in welchen sie die Umsetzung der Empfehlungen prüft. Dazu erstellt er Jahresberichte zuhanden des UN-Menschenrechtsrat.
Die vorher bestehende Arbeitsgruppe gegen die moderne Form der Sklaverei wurde im Jahr 2006 aufgehoben.

## Amtsinhaber
- 2008–2014 Gulnara Shahinian – Armenien
- 2014–2020 Urmila Bhoola – Südafrika
- seit 2020 Tomoya Obokata – Japan

## Websites
- Webpräsenz des Sonderbeauftragten (englisch)